# Allomycterus
Genre
Allomycterus est un genre de poissons Tetraodontiformes de la famille des Diodontidae (espèces communément appelées « poissons porc-épic »).
Comme l'ensemble des membres de cette famille, ces poissons possèdent la capacité de gonfler leur corps, qui est couvert d'épines, et leurs dents sont fusionnées en une structure ressemblant à un bec.

## Systématique
Le genre Allomycterus a été créé par Allan Riverstone McCulloch en 1921.

## Liste d'espèces
Selon BioLib (18 mars 2021) :
- Allomycterus pilatus Whitley, 1931
- Allomycterus whitleyi Phillipps, 1932

Pour le WoRMS seule l'espèce Allomycterus pilatus Whitley, 1931 appartient à ce genre.

## Publication originale
- (en) Allan R. McCulloch, « Studies in Australian fishes. No. 7 », Records of the Australian Museum, Sydney, Australian Museum et Shane F. McEvey (d), vol. 13, no 4,‎ 12 avril 1921, p. 123-142 (ISSN 0067-1975 et 2201-4349, OCLC 1385608, DOI 10.3853/J.0067-1975.13.1921.863, lire en ligne).